# Aerorozvidka
Aerorozvidka: (ucraniano: Аеророзвідка, "reconocimiento aéreo"): es un grupo y Organización no gubernamental que promueve la creación e implementación de capacidades militares robóticas y centradas en la red para las fuerzas de seguridad y defensa de Ucrania. Aerorozvidka ejemplifica el compromiso directo de la sociedad civil para resistir la agresión extranjera contra Ucrania y se especializa en reconocimiento aéreo y guerra con drones. Fue fundado en mayo de 2014 por un equipo que incluía al comandante del batallón ucraniano Natan Chazin. Su fundador, Volodymyr Kochetkov-Sukach, era un banquero de inversiones que murió en la Guerra del Dombás en 2015.

## Fundación
Aerorozvidka comenzó como un grupo de aficionados y entusiastas de los drones y de la Tecnología de la información, que finalmente se convirtió en una unidad militar.
El Atlantic Council lo ha denominado como la Starup Militar.
Cuando comenzó la Ocupación de Crimea por parte de Rusia   en 2014, Natan Khazin, líder del "Regimiento Judío" del Euromaidán y soldado de la primera formación "Azov", comenzó a buscar oportunidades para el armamento técnico del ejército ucraniano. Después de un viaje fallido a Israel, donde se le negó ayuda, recurrió a su amigo del Euromaidán en busca de ayuda. Este amigo estaba haciendo tomas panorámicas desde un dron DJI Phantom. El videoclip "Ucrania a través de los ojos de un dron", producido con su contribución, ha obtenido más de un millón de visitas en YouTube. Fue a partir de este dron, que ha regalado a los voluntarios, que comenzó Aerorozvidka.

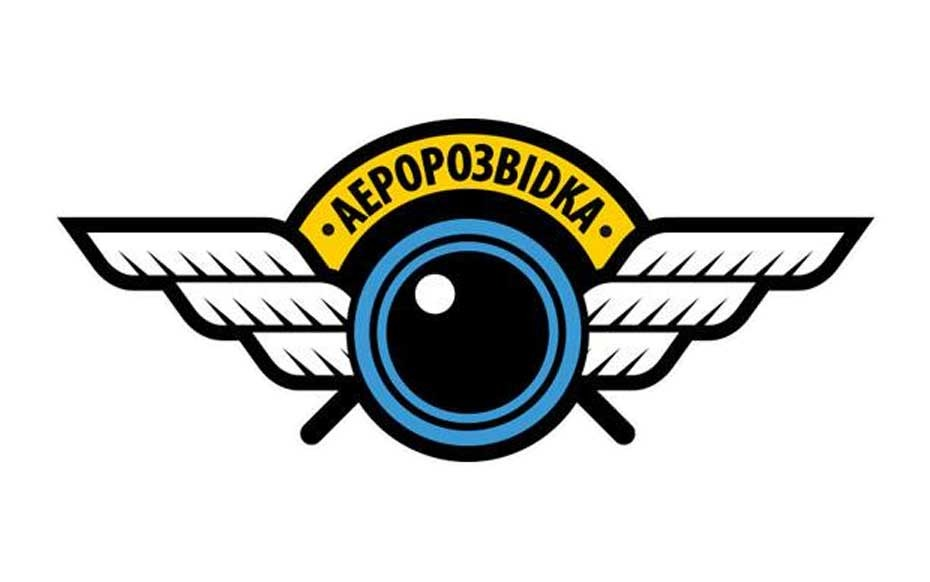
El primer logo de Aerorozvidka, 2014.

Volodymyr Kochetkov-Sukach tomó este avión no tripulado y fue al batallón "Aidar", donde recibió una respuesta positiva. Más tarde, Yaroslav Honchar se comprometió a adaptar el dispositivo para la acción en condiciones de combate, lo que hizo en colaboración con la academia de informática Krok. Como resultado, la autonomía de vuelo de los drones ucranianos aumentó de 300 metros a 3 kilómetros (1000 pies a 2 millas). Los clubes de modelismo aeronáutico, los aficionados individuales y las organizaciones comerciales también contribuyeron a ello. Los dispositivos se mejoraron continuamente y se utilizaron en las Fuerzas Armadas de Ucrania y en Batallones de voluntarios Ucranianos.

## Estatus y cooperación
Al comienzo de su actividad, el grupo de voluntarios Aerorozvidka ya había cooperado con las Fuerzas Armadas de Ucrania, las Tropas Internas y la Guardia Nacional de Ucrania, así como la Guardia fronteriza de Ucrania. Posteriormente, los miembros de la comunidad Aerorozvidka se unieron a las unidades de inteligencia en grupos.

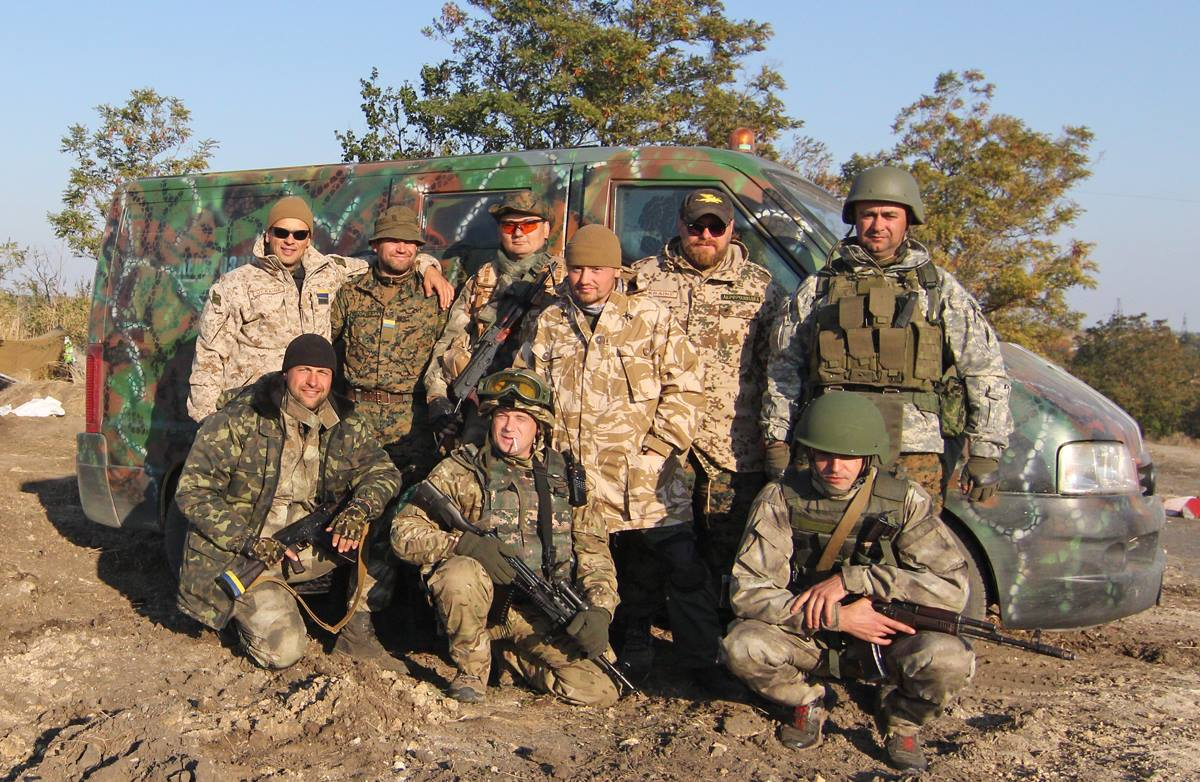
Una de las unidades de combate, entre las que se encuentran miembros y fundadores de Aerorozvidka en el año de 2015

En diciembre de 2015, los miembros de Aerorozvidka se unieron a las Fuerzas Armadas de Ucrania en la forma de la unidad militar A2724 denominada Centro para la Implementación y el Soporte de Sistemas de Control Operacional (Combate) Automatizado. La unidad se formó a partir de los voluntarios del grupo Aerorozvidka, que trabajaban en ese momento en unidades de inteligencia separadas 74 y 131. La nueva unidad se unió a las Fuerzas de Comunicaciones y Seguridad Cibernética de las Fuerzas Armadas de Ucrania. Sin embargo, en 2020, por iniciativa del Estado Mayor de las Fuerzas Armadas de Ucrania, el Ministerio de Defensa de Ucrania liquidó esta unidad militar. En el sistema de la OTAN, la unidad está clasificada como C4ISTAR (comando, control, comunicaciones, Tecnología de la información (computadoras), inteligencia, vigilancia, inteligencia instrumental).
En marzo de 2021 se lleva a cabo una reorganización, luego de lo cual se restablece la unidad militar A2724 en la estructura del Ministerio de Defensa de Ucrania. Una parte de la unidad, que trabajó en la dirección de video vigilancia, está bajo el mando del Comando de Fuerzas Conjuntas de las Fuerzas Armadas de Ucrania. Posteriormente, a fines de 2021, también se separa el Centro de Innovaciones y Tecnologías de Defensa (a partir de 2022 aparece en fuentes oficiales bajo el nombre Centro de Innovaciones y Desarrollo de Tecnologías de Defensa). La otra parte de la antigua unidad militar A2724 se convierte en el personal científico del Instituto Militar de Telecomunicaciones y Tecnologías de la Información.

## Actividades actuales
A partir de 2022, las actividades de Aerorozvidka incluyeron:
- Desarrollo, prueba e implementación de herramientas de control automatizado, principalmente el sistema de conciencia situacional "Delta";[19][20][21] desarrollo, prueba, implementación y aplicación de varios sensores para el sistema de conciencia situacional, en particular video vigilancia;[22][23][24][25]

- Diseño y operación de Vehículo aéreo no tripulado con rotores;
- Promover las reformas de las Fuerzas Armadas de Ucrania, principalmente con respecto a la implementación del sistema C4ISR;
- Cooperación con las autoridades estatales en el desarrollo de capacidades de las fuerzas de seguridad y defensa de Ucrania para la integración de los veteranos de Aerorozvidka en la vida civil;
- Implementación de otros proyectos científicos y técnicos y aplicación de la experiencia militar en esferas civiles (por ejemplo, en la Zona de Exclusión de Chernobyl;[24][25][26] participación en eventos y ejercicios militares internacionales como: CWIX,[27] Sea Breeze, Rapid Trident.[10][28]

## Drones
En agosto de 2014, Volodymyr Kochetkov-Sukach informó que Aerorozvidka ya produce vehículos aéreos no tripulados alternativos para las necesidades de los militares ucranianos en la zona ATO, tomando como base los helicópteros estándar disponibles en las tiendas, modernizándolos. Después de eso, los drones son aptos para reconocimiento táctico. Los dispositivos trabajaron en la línea del frente en cinco destacamentos y mostraron buenos resultados: transmitieron datos, fotos con etiquetas geográficas a una distancia de hasta 2 km. Esto es suficiente para que el comandante decida enviar el destacamento
En 2016, Aerorozvidka lanzó un programa para desarrollar los primeros prototipos de vehículos aéreos no tripulados. En 2019, el modelo se probó por completo en combate en el este de Ucrania. Para el 24 de febrero de 2022, se han fabricado 50 juegos de octocópteros R18, que tienen ocho motores para una mayor confiabilidad. Los helicópteros son capaces de despegar y aterrizar verticalmente, tienen un alcance de 5 km (3 millas), pueden permanecer en el aire durante unos 40 minutos y transportar 5 kg (11 libras) de carga útil. Los componentes ucranianos e importados se utilizan para la construcción. Los drones se desarrollaron originalmente para entregar medicamentos y alimentos, sin embargo, la invasión rusa del 24 de febrero de 2022 cambió la forma en que se utilizan. Esos drones ahora se usan a menudo como bombarderos, y las granadas antitanque acumulativas soviéticas RKG-3 o RKG-1600 se usan como proyectiles. El dron R18 puede transportar tres de esas granadas.
Aparte de eso, Aerorozvidka acumula drones de terceros, que las unidades de combate utilizan para reconocimiento y ajuste del fuego de artillería. Estos incluyen, en particular, drones comerciales DJI y Autel, que generalmente vienen como ayuda voluntaria. PD-1, Leleka-100 y otros drones también se compran para su uso en la guerra.

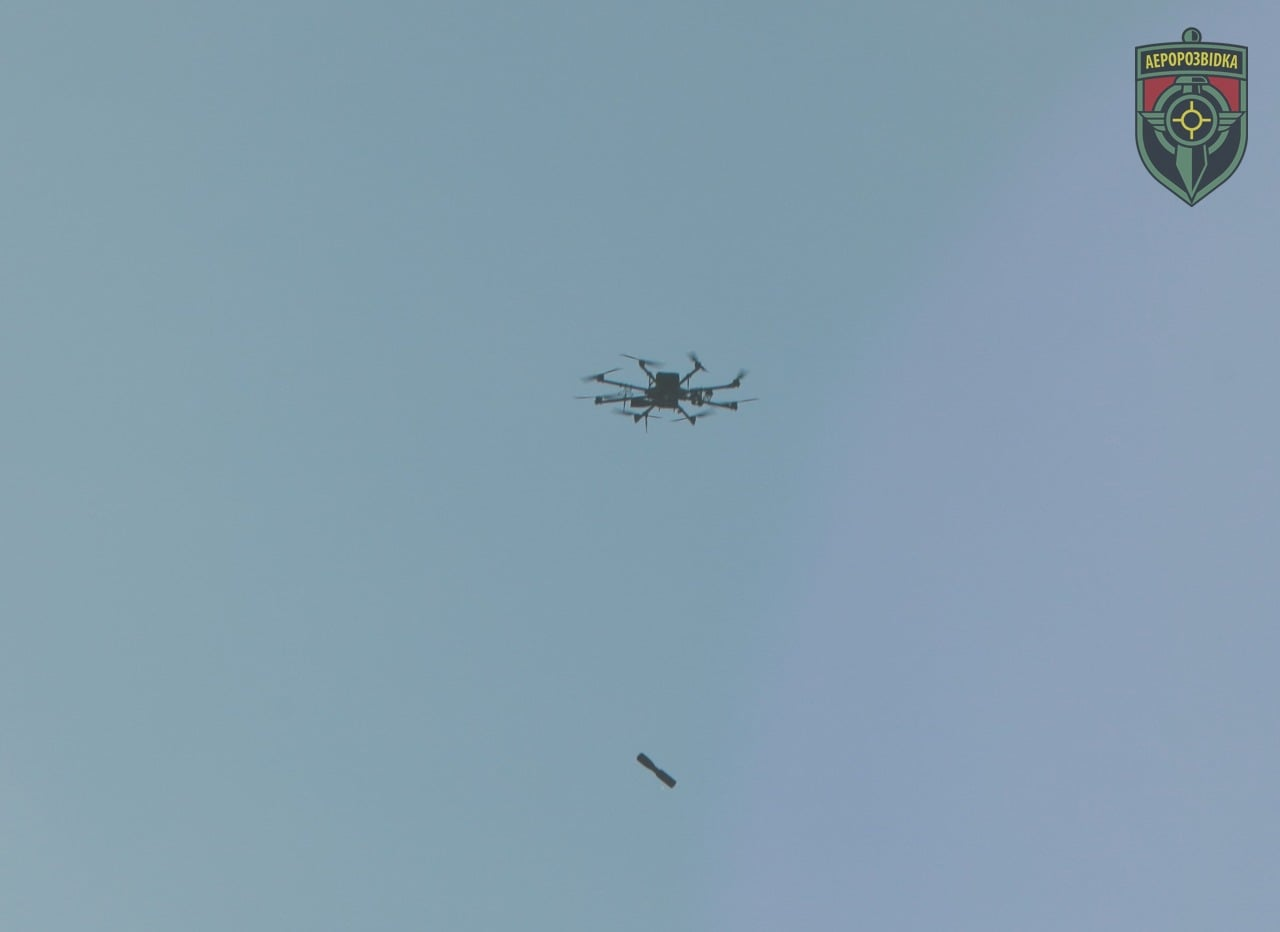
Drone R18 en pruebas de bombardeo RKG-1600 en rango "Shyrokyi Lan", 2020.

Aerorozvidka afirma que a partir de 2022, el uso de drones en la guerra se convirtió en algo común. Sin embargo, son un material consumible, al igual que los cartuchos, porque pueden destruirse. Al mismo tiempo, la diferencia de costo entre los drones Aerorozvidka y el equipo rival destruido por ellos es muy grande. Además, la destrucción de equipos rivales por esos drones salva la vida de civiles y militares ucranianos.
Los drones a menudo no duran mucho antes de que sean derribados en pleno vuelo, sin embargo, aún brindan importancia táctica durante uno o dos días de su vida operativa. Los drones de consumo con un valor minorista de aproximadamente $ 1,000 ya son adecuados para una variedad de tareas, como transportar explosivos, observar unidades militares y apuntar a la artillería. Los antiguos pilotos de drones aficionados también reconstruyen drones dañados, realizan modificaciones para hacerlos más fáciles de volar y entrenan a los soldados para hacerlos volar. Como algunas fuentes no se refieren explícitamente a Aerorozvidka, es posible que haya más grupos similares de entusiastas de los drones activos en Ucrania.

## Invasión rusa de Ucrania de 2022
Durante la Invasión rusa de Ucrania de 2022, los escuadrones de pilotos apuntaron a las Fuerzas Terrestres de Rusia por la noche mientras estaban inmóviles. El 24 de febrero de 2022, una gran columna de equipos militares rusos se desplazó hacia Kiev desde Bielorrusia a lo largo de la margen derecha del río Dniéper. Ese día, las unidades militares ucranianas se encontraron con el enemigo cerca de la ciudad de Hostómel. Para evitar el cerco de la capital ucraniana, las unidades militares ucranianas, apoyadas por drones Aerorozvidka, atacaron a las tropas rusas desde la ciudad de Malyn. Después de los primeros impactos, las tropas rusas dispersaron sus grandes columnas en grupos de 5 a 10 vehículos. Ucrania también ha destruido con éxito los depósitos militares del enemigo y cortado las cadenas de suministro. El comandante de la unidad, el teniente coronel Yaroslav Honchar, es un ex soldado convertido en consultor de marketing de Tecnología de la información. Regresó al ejército después de la primera invasión rusa de Ucrania en 2014.
Con la ayuda de drones y terminales Starlink, las fuerzas ucranianas han detenido un largo convoy militar ruso. El nivel de coordinación, provisto con la ayuda de drones y terminales Starlink, permitió al ejército ucraniano detener el avance ruso. Los activistas de Aerorozvidka dicen que la conexión estable de alta velocidad solo fue posible gracias a las terminales Starlink. Posteriormente, las unidades militares ucranianas comenzaron a trabajar con octocópteros R18, así como con otros drones y terminales Starlink en otras áreas de la zona de combate. Su comunicación se organiza a través del sistema de conciencia situacional "Delta".

## Datos Interesantes
- El término "reconocimiento aéreo" en ucraniano ( ucraniano : аеророзвідка ) que recibe el nombre de Aerorozvidka ha sido introducido por los fundadores de la organización Yaroslav Honchar , Volodymyr Kochetkov-Sukach y Natan Khazin . Antes de eso, Ucrania utilizó el término "fotografía aérea".[7]
- El 9 de febrero de 2015, ocurrió una poderosa explosión en Donetsk. Los miembros de Aerorozvidka afirmaron que habían sido responsable ese ataque aéreo.[52]